# Thác R'Cung
Thác R'Cung là thác ở vùng đất xã Bha Lêê huyện Tây Giang tỉnh Quảng Nam, Việt Nam.
Thác R'Cung ở trên suối R'Cung thuộc làng R'Cung. Thác cách Đường Hồ Chí Minh cỡ 700 m, và cách trung tâm hành chính xã Bha Lêê cỡ 6 km. Hiện nay điểm du lịch này đã có đường bộ đến thác thuận tiện, và xây dựng 6 nhà sàn làm điểm dừng chân cho khách du lịch đến trải nghiệm và tham quan dòng thác nước trắng xóa và mát dịu trong rừng nguyên sơ.

## Các dòng suối ở Bha Lêê
Suối R'Cung dài hơn 6 km, bắt nguồn từ sườn tây nam núi Tà Lang 15°59′41″B 107°32′50″Đ / 15,994722°B 107,547222°Đ cao 1189 m, trong nhóm các đỉnh núi ở dải giáp ranh với xã A Vương. Suối chảy về tây nam, đổ vào sông Chơr Lang ở làng R'Cung.
Sông Chơr Lang dài hơn 21 km, diện tích lưu vực 66 km², mã sông là "05 01 09 11 04", tên trong "Danh mục sông nội tỉnh" là "Sông Che Long" . Sông bắt nguồn từ sườn nam dãy núi ở rìa phía bắc xã, giáp ranh với huyện A Lưới và biên giới Việt Lào, trong đó có đỉnh núi Bơ Rơ cao 1232 m 16°01′38″B 107°28′11″Đ / 16,027199°B 107,46967°Đ, trong đất Việt Nam và gần với mốc biên giới 676.
Sông Chơr Lang chảy qua các làng A Tép, R'Cung, và chảy tiếp về hướng nam. Tại làng A Dích suối đổ vào sông A Vương 15°55′22″B 107°32′31″Đ / 15,922693°B 107,541939°Đ trong hệ thống sông Thu Bồn.
Đoạn Đường Hồ Chí Minh ở vùng này được mở mới theo thung lũng Sông Chơr Lang tới Hầm đường bộ A Roàng, tránh đoạn quốc lộ 14 cũ chạy qua đất Lào.